# Universidad de Uargla
La Universidad Kasdi Merbah (en árabe:جامعة قاصدي مرباح ورقلة, en francés: Université Kasdi Merbah) es una universidad pública argelina situada en la ciudad de Uargla, en el vilayato homónimo. 

## Cronología
Fundada por el decreto nº 65-88 del 22 de marzo de 1988, la Escuela normal superior se transforma en el Centro universitario de Ouargla en 1997 para convertirse finalmente en la Universidad Kasdi Merbah el 5 de septiembre de 2005.
El nombre de la Universidad está dedicado a Kasdi Merbah que fue un hombre de estado argelino, Jefe del Gobierno de su país de noviembre de 1988 hasta septiembre de 1989. 

## Facultades
La Universidad está compuesta por 6 facultades:
- Facultad de Ciencias de la tecnología y de Ciencias de la materia
- Facultad de Ciencias de la naturaleza y de la vida; Ciencias de la tierra y del universo.
- Facultad de Ciencias económicas, comerciales y de Ciencias de la gestión.
- Facultad de Derecho y de Ciencias políticas
- Facultad de Letras y Lenguas
- Facultad de Ciencias Humanas y Sociales